# Cikloheksanol
Cikloheksanol je organsko jedinjenje sa formulom . Ovaj molekul je srodan sa cikloheksanom, u njemu je jedan atom vodonika zamenjen hidroksilnom grupom. Cikloheksanol je bezbojna čvrsta materija, koja se kad je veoma čista topi na sobnoj temperaturi. Milijarde kilograma se proizvode godišnje, uglavnom kao prekurzor najlona.

## Produkcija
Cikloheksanol se proizvodi oksidacijom cikloheksana na vazduhu, tipično koristeći kobaltni katalizator:
Ovaj proces koformira cikloheksanon, i ta smeša je glavna sirovina za proizvodnju adipinske kiseline. Oksidacija uključuje radikale i intermedijarni hidroperoksid .
Alternativno se cikloheksanol može formirati hidrogenacijom fenola:
Ovaj proces is takođe može prilagoditi tako da se prvenstveno formira cikloheksanon.